# Papilio multicaudata
Papilio multicaudata (лат.) — дневная бабочка из семейства парусников (лат. Papilionidae).

## Описание
Размах крыльев 70—120 мм — крупнейший представитель семейства на территории запада Северной Америки. Основной цвет фона крыльев — интенсивно-жёлтый. Передние крылья с чёрными пятнами и жилками, и с широкой чёрной каймой, с жёлтыми лунообразными пятнами у внешнего края крыла. Задние крылья имеют длинные «хвостики». Окраска задних крыльев с синими и красновато-оранжевыми пятнами на чёрной кайме.

## Ареал
Ареал от Гватемалы, через Мексику, на запад Соединенных Штатов, до южной Канады — юг Британской Колумбии, Альберта и юго-запад провинции Саскачеван.

## Подвиды
- P. m. grandiosus Austin & Emmel, 1998. Мексика
- P. m. multicaudata Kirby, 1884
- P. m. pusillus Austin & Emmel, 1998

## Биология
Встречается в долинах рек, недалеко от ручьев и во влажных долинах, в каньонах и антропогенных ландшафтах, садах, парках. Лет бабочек происходит в конце весны (начиная с мая) и летом — в год одно поколение. Самки откладывают яйца поодиночке на кормовые растения: Prunus emarginata, Prunus virginiana, вишня, Vauquelinia californica, Fraxinus anomala, Ptelea trifoliata, Platanus wrightii, Ptelea trifoliata. Гусеница при раздражении выдвигает позади головы железу, называемую осметрий. Она представляет собой два длинных оранжево-красных рожка. При этом она выделяет оранжево-жёлтую жидкость с едким неприятным запахом. Так защищаются только молодые и средневозрастные гусеницы, взрослые гусеницы при опасности железу не выдвигают. Зимует куколка.